# Destacamento de Vigilancia Cuartel Crespo
El Destacamento de Vigilancia Cuartel "Crespo" (Dest Vig Cu Crespo) es una unidad permanente del Ejército Argentino con asiento en Crespo y bajo la dependencia orgánica de la 1.ª División de Ejército.

## Reseña
Es la unidad para la custodia de las instalaciones tras quedar eliminado la Compañía de Munición 121 (Ca Mun 121) del Ejército con asiento en Crespo, funcionando como centro logístico militar y brindando apoyo a la comunidad.
En 2020 brindó apoyo al esfuerzo sanitario de las Fuerzas Armadas de la Nación desplegado durante la pandemia de COVID-19 en la Argentina, colaborando con las provincias y municipios. Se hallaba en la órbita de la Zona de Emergencia Entre Ríos (que incluía la provincia de Santa Fe).